# Gert Frank
Gert Frank (Hobro, 15 maart 1956 - 19 januari 2019) was een Deens wielrenner die vooral als baanwielrenner actief is geweest.
Frank was professioneel wielrenner van 1976 tot 1988. Als amateur wegrenner werd hij als lid van de Deense ploeg derde tijdens de Olympische Spelen op de 100 km ploegentijdrit.
Hij was vooral succesvol als zesdaagsenwielrenner. Hij nam in totaal aan 143 zesdaagsen deel en heeft 20 overwinningen op zijn naam staan en neemt hiermee de 29e plaats in op de ranglijst aller tijden. Van deze 20 overwinningen behaalde hij er 6 samen met zijn landgenoot Hans-Henrik Ørsted en eveneens 6 met de Nederlander René Pijnen.
Als baanwielrenner was Gert Frank ook succesvol in koppelkoersen. Op dit nummer behaalde hij tweemaal de Europese titel, in 1981 en 1983, beide keren samen met zijn landgenoot Hans-Henrik Ørsted en eenmaal met de Nederlander René Pijnen.
Verder won hij in 1982 het omnium van Kopenhagen en werd hij in 1984 Europees kampioen achter derny.

## Zesdaagsenoverwinningen
| Nr. | Jaar   | Zesdaagse van | Samen met          |
| --- | ------ | ------------- | ------------------ |
| 1   | 1977   | Herning       | René Pijnen        |
| 2   | 1979   | Kopenhagen    | René Pijnen        |
| 3   | 1979   | Herning       | René Pijnen        |
| 4   | 1980   | Herning       | Patrick Sercu      |
| 5   | 1981   | Dortmund      | Hans-Henrik Ørsted |
| 6   | 1981   | Münster       | René Pijnen        |
| 7   | 1981   | Gent          | Patrick Sercu      |
| 8   | 1981   | Herning       | Hans-Henrik Ørsted |
| 9   | 1982   | Grenoble      | Bernard Vallet     |
| 10  | 1982   | Madrid        | Avelino Perea      |
| 11  | 1983   | Kopenhagen    | Patrick Sercu      |
| 12  | 1983   | Herning       | Hans-Henrik Ørsted |
| 13  | 1984   | Stuttgart     | Gregor Braun       |
| 14  | 1984-1 | Parijs        | Bernard Vallet     |
| 15  | 1984   | Grenoble      | Bernard Vallet     |
| 16  | 1984   | München       | Hans-Henrik Ørsted |
| 17  | 1984   | Gent          | Hans-Henrik Ørsted |
| 18  | 1985   | Kopenhagen    | Hans-Henrik Ørsted |
| 19  | 1985   | Zürich        | René Pijnen        |
| 20  | 1986   | Stuttgart     | René Pijnen        |

| Aantal | Samen met                          |
| ------ | ---------------------------------- |
| 6      | - René Pijnen - Hans-Henrik Ørsted |
| 3      | - Patrick Sercu - Bernard Vallet   |
| 1      | - Avelino Perea - Gregor Braun     |